# Fábrica de Armas y Municiones del Ejército peruano
La Fábrica de Armas y Municiones del Ejército (FAME S.A.C.) es una empresa estatal peruana dedicada al diseño, fabricación, modernización y comercialización de armas, municiones y equipos militares para las Fuerzas Armadas, la Policía Nacional del Perú y otros organismos de seguridad. Forma parte del sector Defensa y está adscrita al Ministerio de Defensa del Perú.

## Historia
FAME fue fundada en 1962 durante el segundo gobierno del presidente Manuel Prado Ugarteche, como una iniciativa estratégica para fomentar la independencia del Perú en materia de producción de armamento y municiones.
En enero de 2009, mediante la Ley N.º 29314, el Congreso de la República autorizó su conversión en una empresa estatal de derecho privado, bajo la modalidad de Sociedad Anónima Cerrada (S.A.C.), con mayor autonomía administrativa y operativa.